# Княжество Себорга

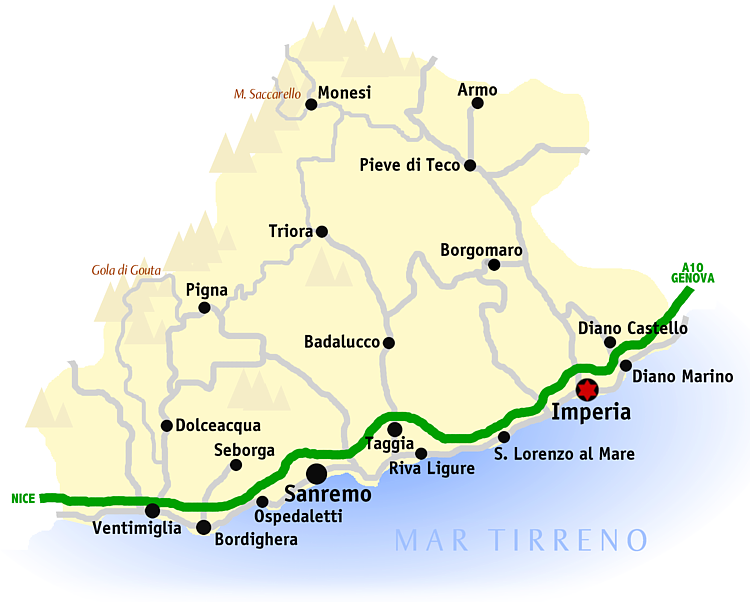
Себорга на карте провинции Империя в итальянском административном регионе Лигурия

Княжество Себорга (итал. Principato di Seborga, фр. Principauté de Seborga, лиг. Prinçipato de Seborca, окс. Prinçipauta de Sebòrga) — непризнанное государство, провозглашённое в 1963 году жителями одноимённой деревни в итальянском административном регионе Лигурия, неподалёку от французской границы. Возводит свою историю к реально существовавшему феодальному владению, чьё вхождение в состав Италии, по мнению сторонников независимости, не было юридически зафиксировано.
Титул правителя «Его Громадейшество» (итал. Sua Tremendità).

## История непризнанного государства
В 1963 году некто Джорджо Карбоне (1936—2009), цветовод и торговец цветами, изучая историю своего края, обратил внимание на юридический казус: его родина, Себорга, никогда не входила в состав Италии. Подтверждение этому нашлось и в архивах Ниццы. В уникальных документах (рукописной историей этой деревушки были забиты шесть комнат) не обнаружили ни одного упоминания о принадлежности Себорги кому-либо, кроме себя самой. В том же году под лозунгом восстановления исторической справедливости Джорджо Карбоне выдвинул свою кандидатуру в принцы независимой Себорги и был избран почти единогласно (при двух воздержавшихся). С тех пор он стал носить титул князя Себорги Джорджо I. После, жители нового карликового государства первым делом разметили границы и поставили заставы. Также была сформирована армия на данный момент состоящая из двух пограничников и министра обороны.
В 1994 году Себорга начала чеканить собственную монету — луиджино  (итал. Luigino), равную по стоимости 6 долларам США и выпускать марки. 23 апреля 1995 года состоялся референдум, на котором жители Себорги 304 голосами против 4 подтвердили статус Джорджо I и приняли Конституцию Себорги. Позже себоргианами было выбрано правительство, введены паспорта и был утверждён бюджет, согласно которому доходы микрогосударства были представлены продажей цветов, марок, вина, сыра и туризмом.
В 2006 году была запущена новая кампания по отделению от Италии. В рамках неё планировалось создать собственную пенсионную систему и систему здравоохранения. В том же году в княжестве обострилась политическая борьба. Права на трон Джорджо I заявила княжна Ясмин, которая провозгласила себя потомком императоров Священной Римской империи. Тем не менее, Джорджо I сумел сохранить власть.
Итальянские власти не обращают внимания на эти заявления, так как их фактический контроль над территорией не оспаривается. Жители Себорги платят налоги и участвуют в итальянских выборах. Конфликт между Себоргой и Италией является лишь декларативным, судебных или силовых столкновений между сторонами не было.
25 ноября 2009 года князь Джорджо І скончался.
1 декабря 2009 года временным руководителем Княжества был назначен регент Джованни Дартиери.
25 апреля 2010 года новым правителем Себорги был избран предприниматель и автогонщик из Лугано Марчелло Менегатто (Марчелло І). Официально он вступил в должность 22 мая 2010 года.
После отречения князя Себорга Марчелло I 2 октября 2019 года Нина Менегатто (супруга предыдущего правителя) подала заявку на то, чтобы стать правителем Себорги. 13 октября Совет короны объявил о принятии её кандидатуры.
10 ноября 2019 года она официально вступила в должность.

## Князья непризнанного государства Себорга
- 14 мая 1963 года — 25 ноября 2009 года Джорджо I Карбоне
- 1 декабря 2009 года — 22 мая 2010 года регенты Джованни Дартиери и адвокат Альберто Романо
- 22 мая 2010 года — 2 октября 2019 Марчелло І Менегатто
- с 10 ноября 2019 — Нина Менегатто

### Международное признание
27 ноября 2009 года в газете The Telegraph была опубликована информация, что по словам самого Джорджо Карбоне Себоргу признали 20 государств, якобы первым из них было Буркина-Фасо, консульское представительство поддерживается в 10 странах. Распространённая информация, что княжество признаёт другое карликовое государство, не вошедшее в состав объединённой Италии, — Сан-Марино — ошибочна.

### Правительство
Согласно Конституции парламент Себорги, называется Приори (Priori). Парламент состоит из 22 приоров, избираемых главой государства из числа граждан. Он избирает членов Коронного Совета, который возглавляется Канцлером, который также является Премьер-министром.
Состав Коронного Совета:
- Мария Кармела Серра: Министр образования и по делам молодёжи и канцлер
- Мауро Карассале: Госсекретарь и Министр внутренних дел
- Джузеппе Бернарди: Министр финансов, туризма и спорта
- Мирко Бьянкер: Министр юстиции
- Нина Доблер Менегатто (супруга князя Марчелло І Менегатто): Министр иностранных дел
- Мирко Феррари: Министр транспорта
- Бруно Санто: Министр окружающей среды и территории
- Доменико Фальбо, Иван Фольярино: Министр сельского хозяйства, продовольствия и лесов
- Даниэле Дзанни: Министр здравоохранения

### Экономика
Денежная единица — луиджино.
Монетный двор в княжестве был образован 24 декабря 1666 года князем-аббатом Эдуардом. Стоимость луиджино приравнивалась к ¼ французского луидора. Старинные монеты чеканились из серебра и золота, имели изображение Св. Бернарда и надпись: MONASTERIUM LERINENSE PRINCEPS SEPULCRI CONGREGATIONIS CASSINENSIS. 23 апреля 1995 года Принц Джорджо I, основываясь на действующих с древних времен законодательных актах, возобновил работу монетного двора и вновь начал чеканку монет княжества.
Выпущены монеты:

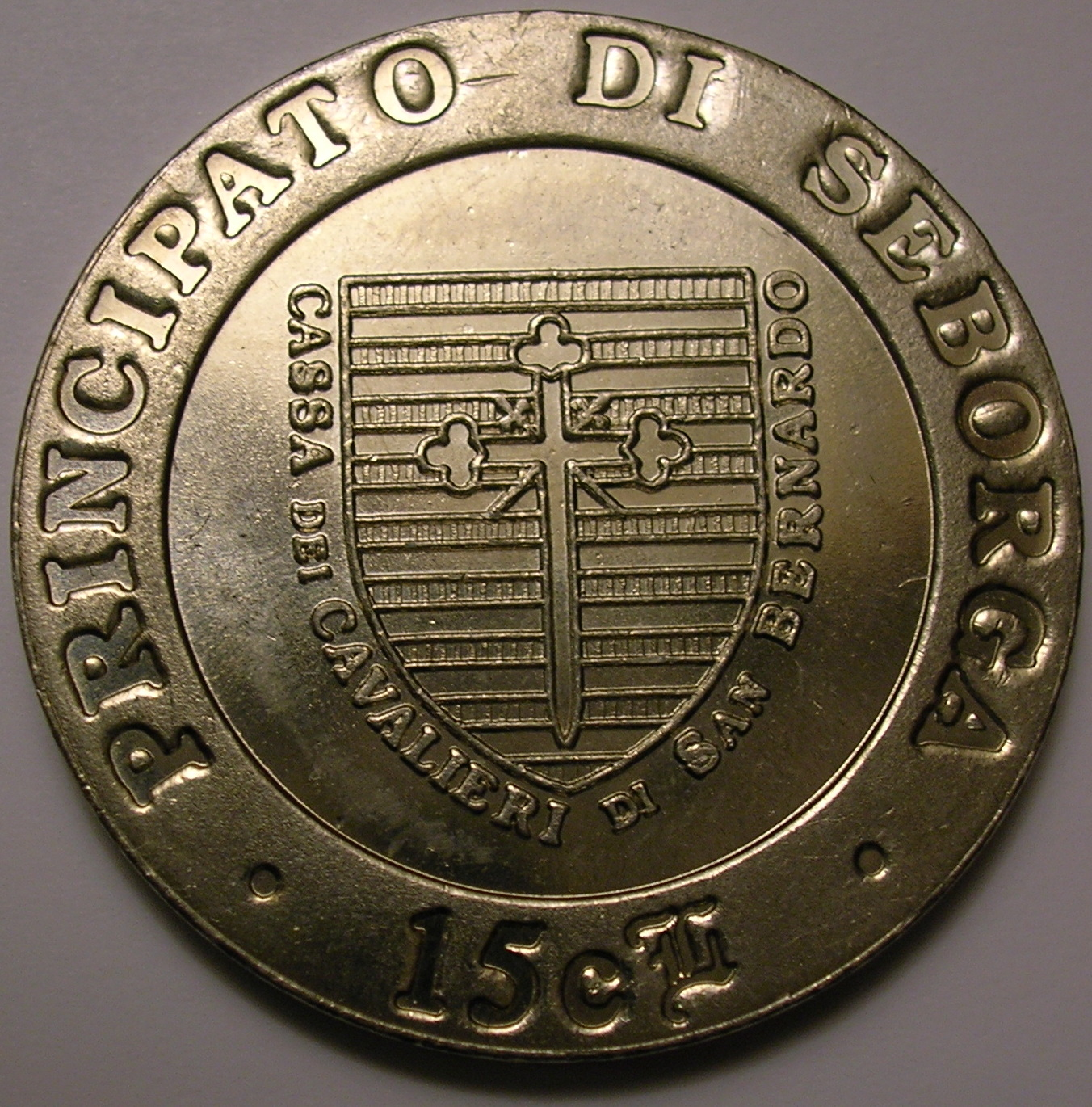
Себорга, монета достоинством 15 чентезимо

- 15 чентезимо — медно-никелевый сплав (75 % медь, 25 % никель) — 1996 г.
- ½ луиджино[англ.] — медно-никелевый сплав — 1995 г.
- 1 луиджино — медно-никелевый сплав — 1994 г.
- 1 луиджино — медно-никелевый сплав — 1995 г.
- 1 луиджино — бронза — 1995 г.
- 1 луиджино — серебро — 1995 г.
- 1 луиджино — медно-никелевый сплав — 1996 г.

Курс валюты: один луиджино равен 10000 итальянских лир (1996 год); 6 долларам США.
В княжестве действует «Холдинг Банк Себорга».
Пищевые продукты и другие туристические товары продаются под маркой Antico Principato di Seborga — «Древнее Княжество Seborga».
Традиционная деятельность — выращивание цветов, предназначенных для парфюмерии.

## Спорт
С 2014 года у княжества есть собственная футбольная сборная.

### Вооружённые силы

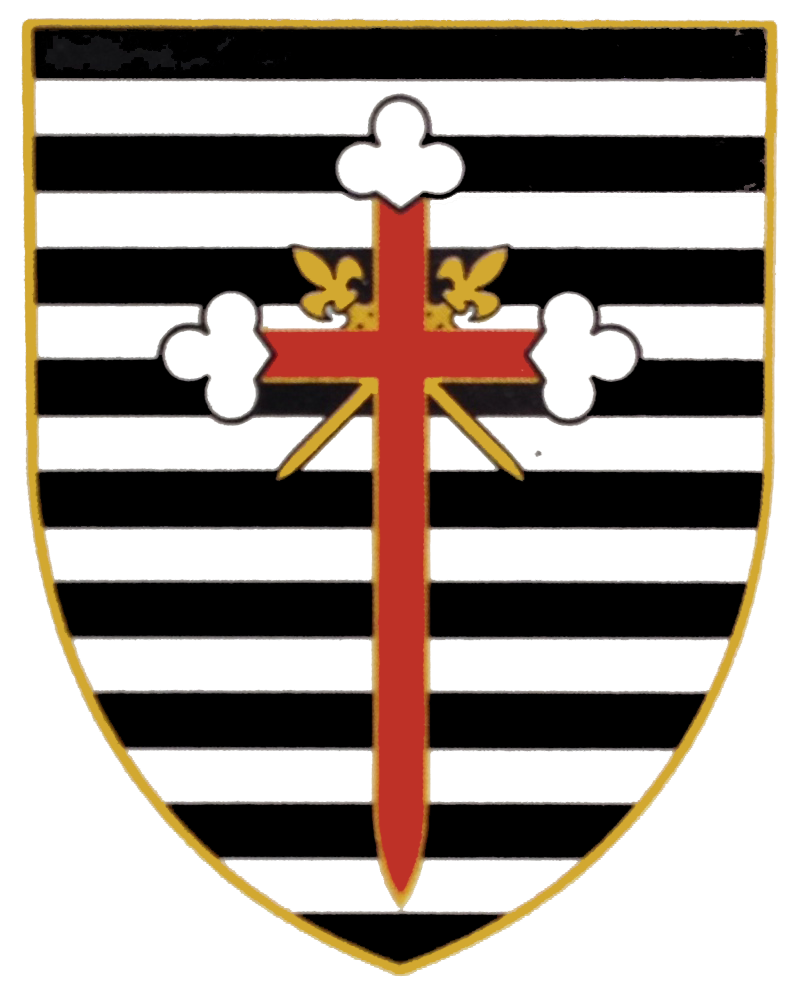
Эмблема Корпуса гвардии Княжества Себорга

В конституции Княжества Себорга не предусмотрено создание военного формирования. Если кто-то нарушает закон, его переправляют за границу. Армия княжества состоит из 3 человек: министр обороны лейтенант Антонелло Лакала и 2 пограничника.
| Звание                                                | Коммандант | Лейтенант | Второй лейтенант | Волонтёр |
| Офицерские звания в Корпусе гвардии княжества Себорга |            |           |                  |          |

## Виды города

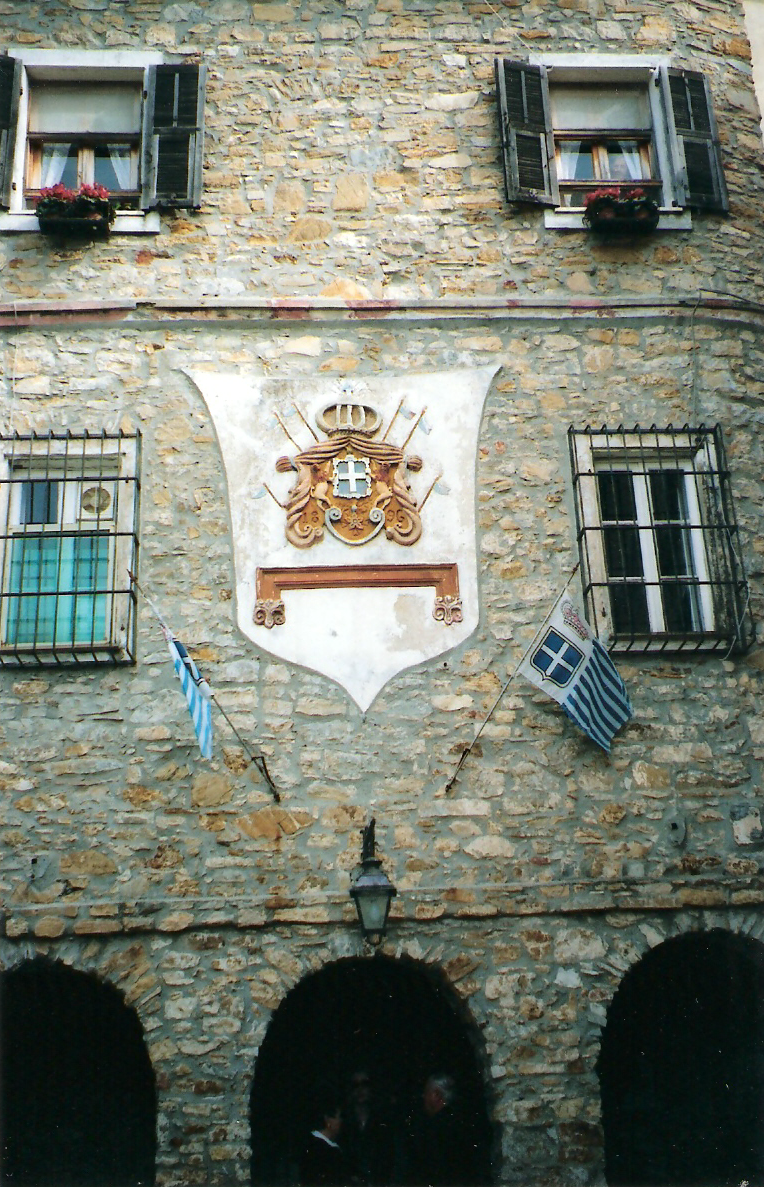
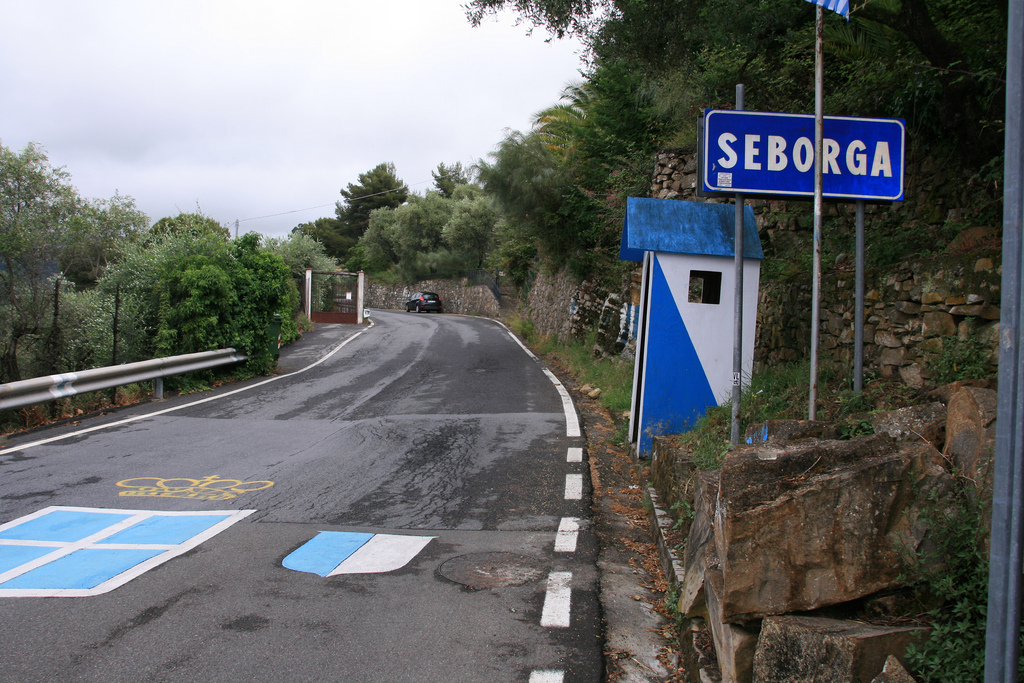
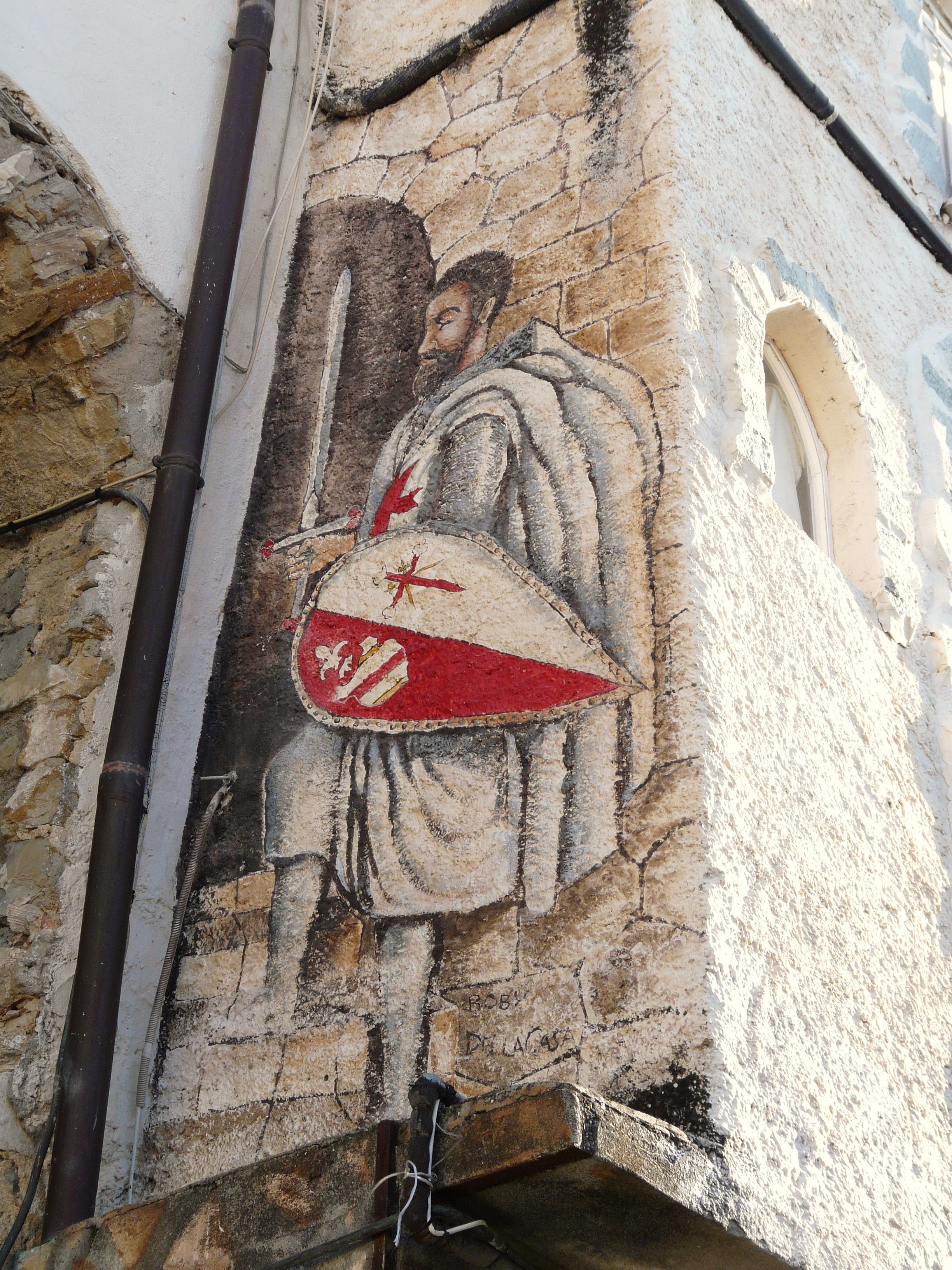
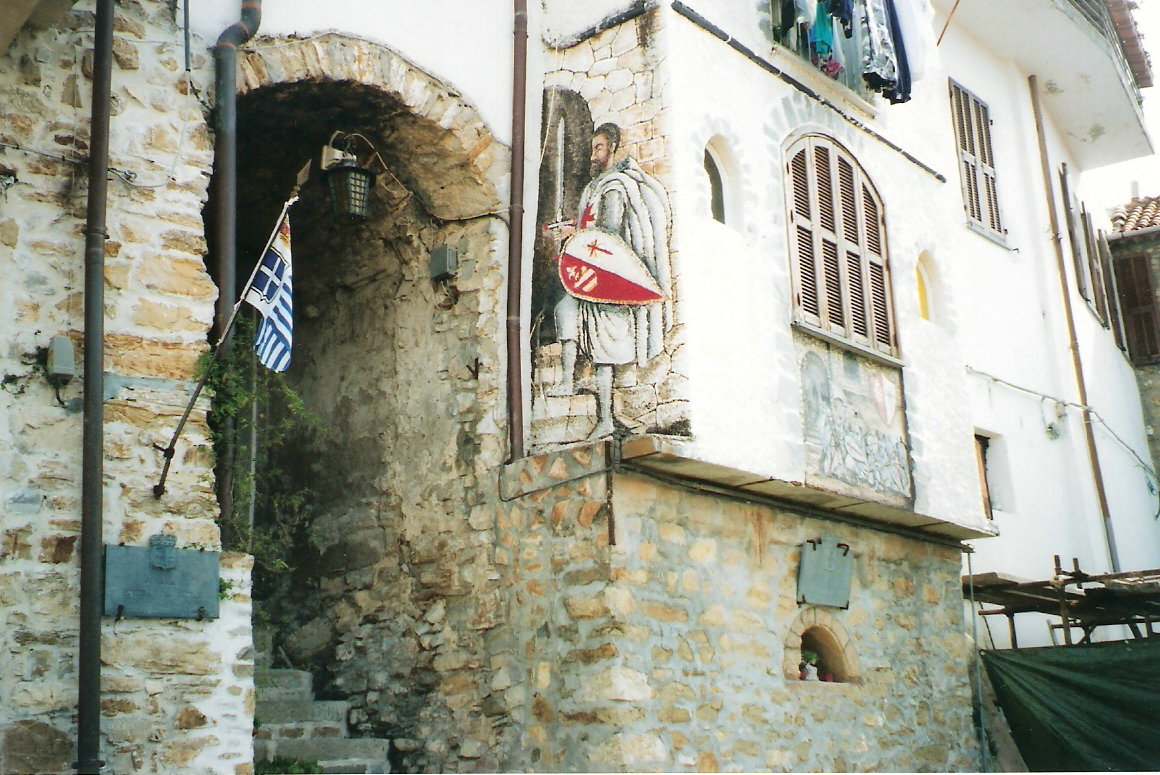
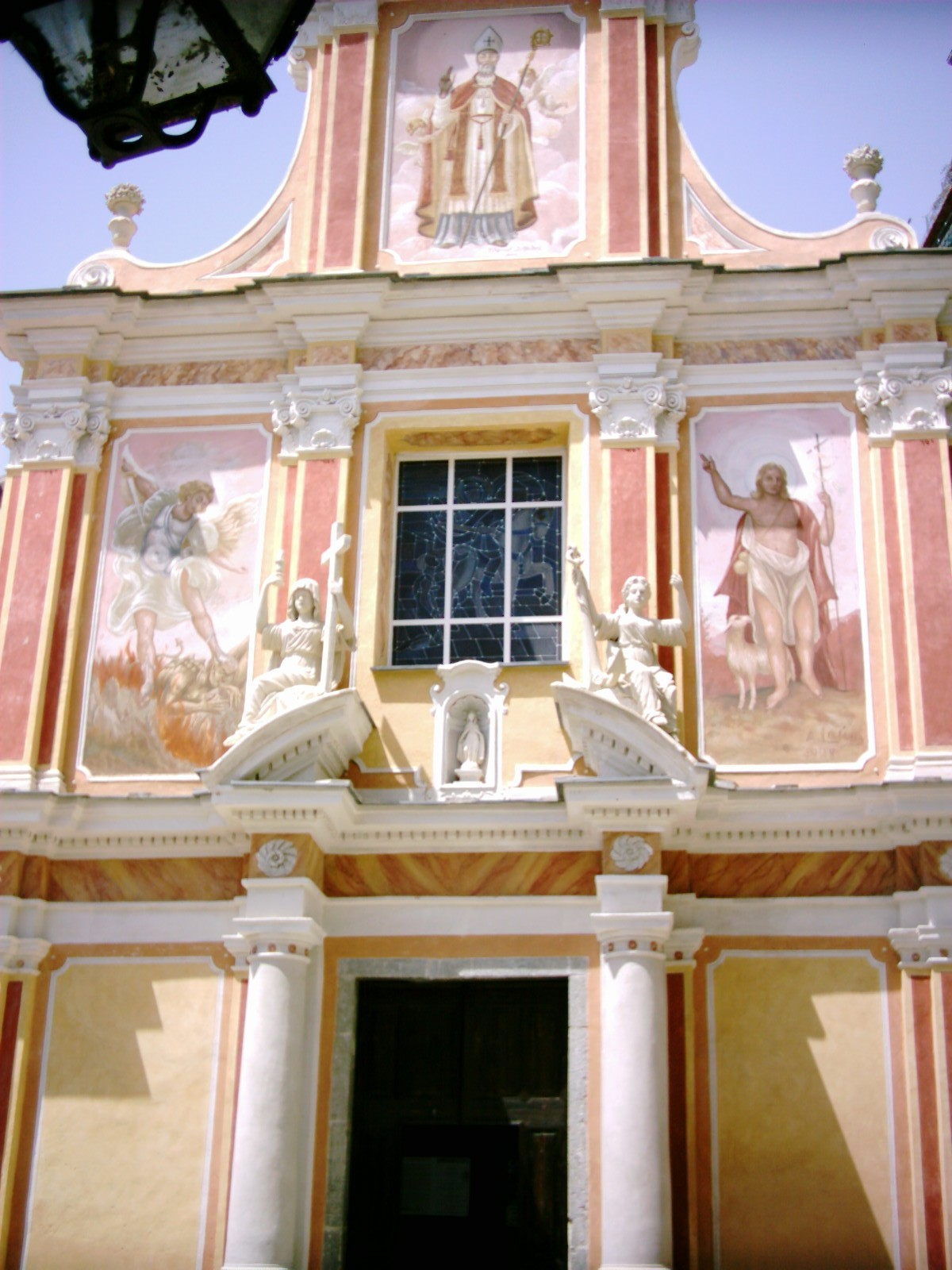
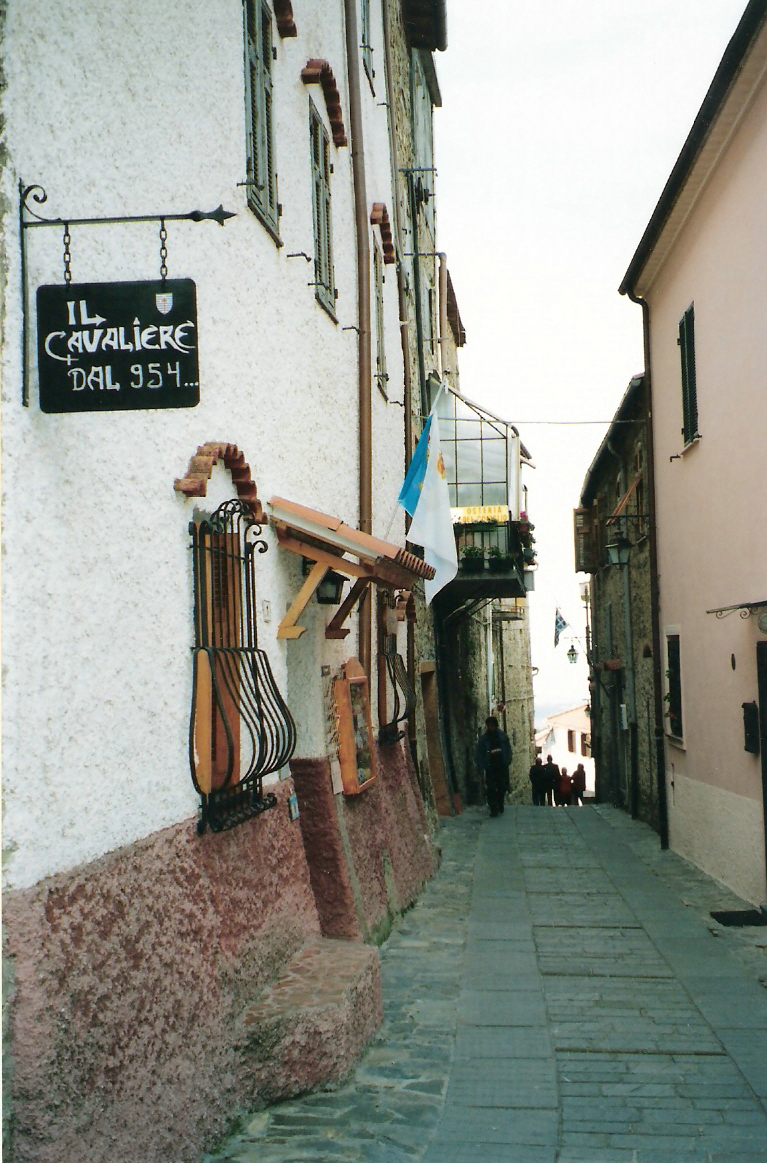
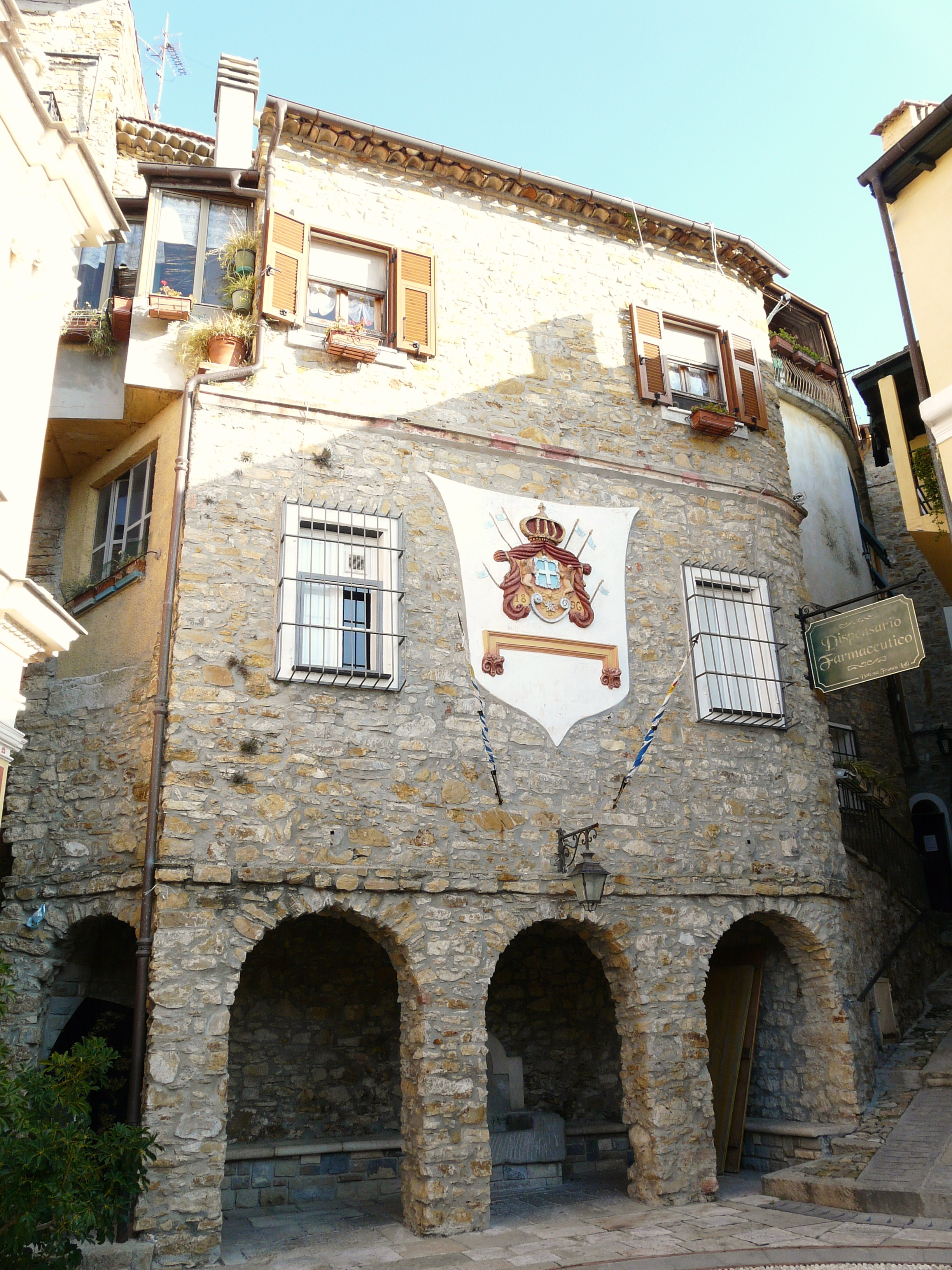
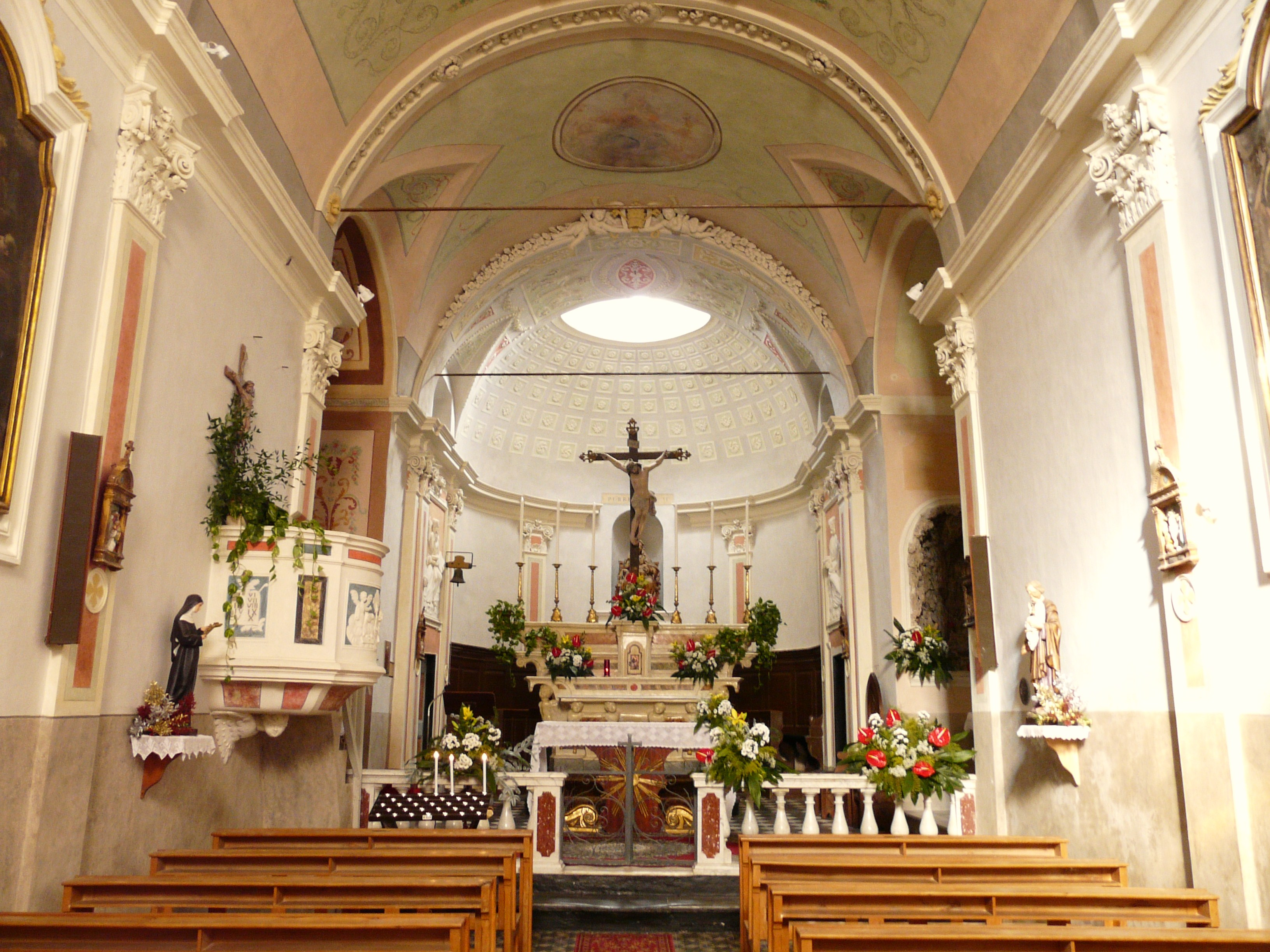
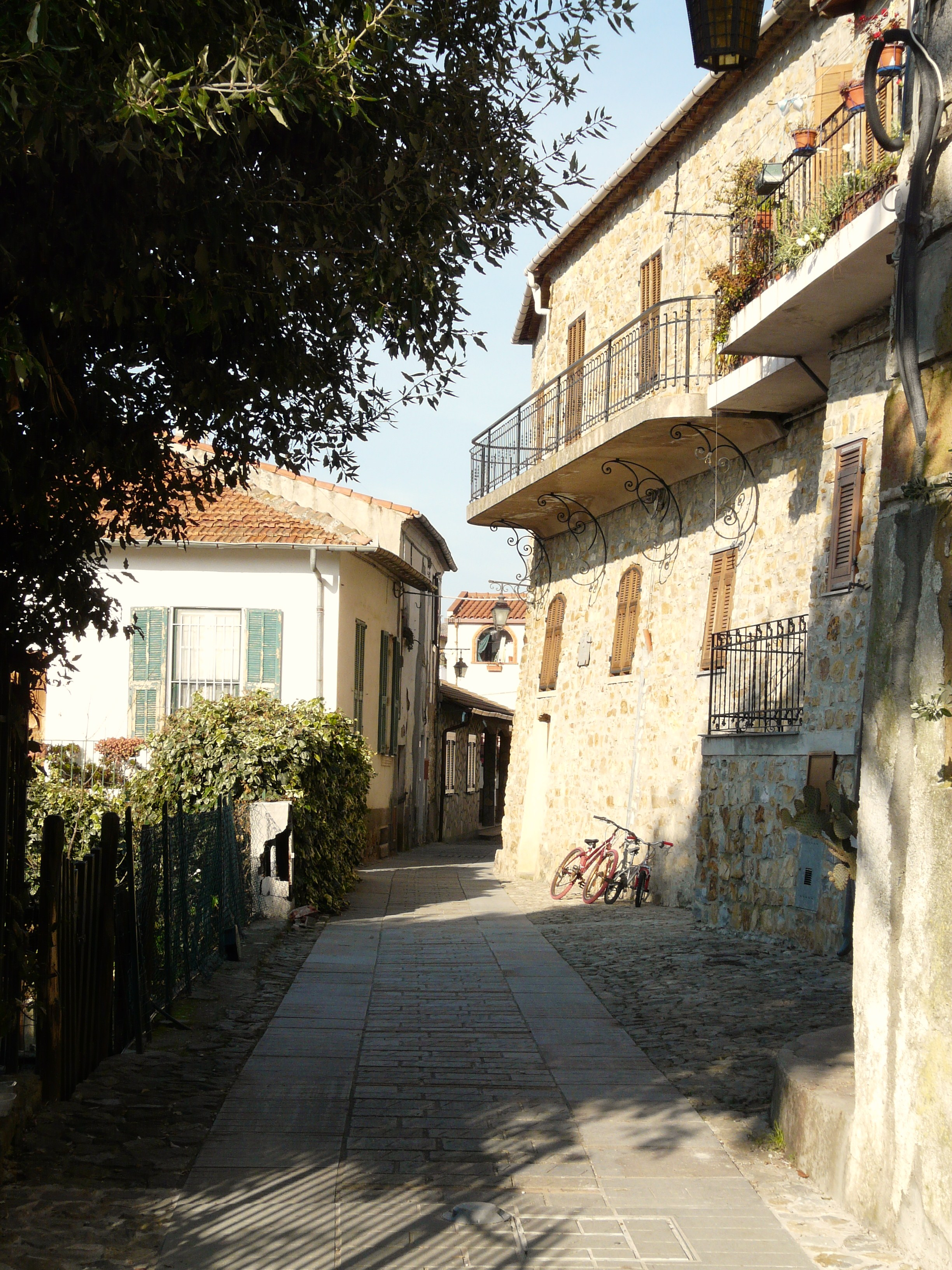
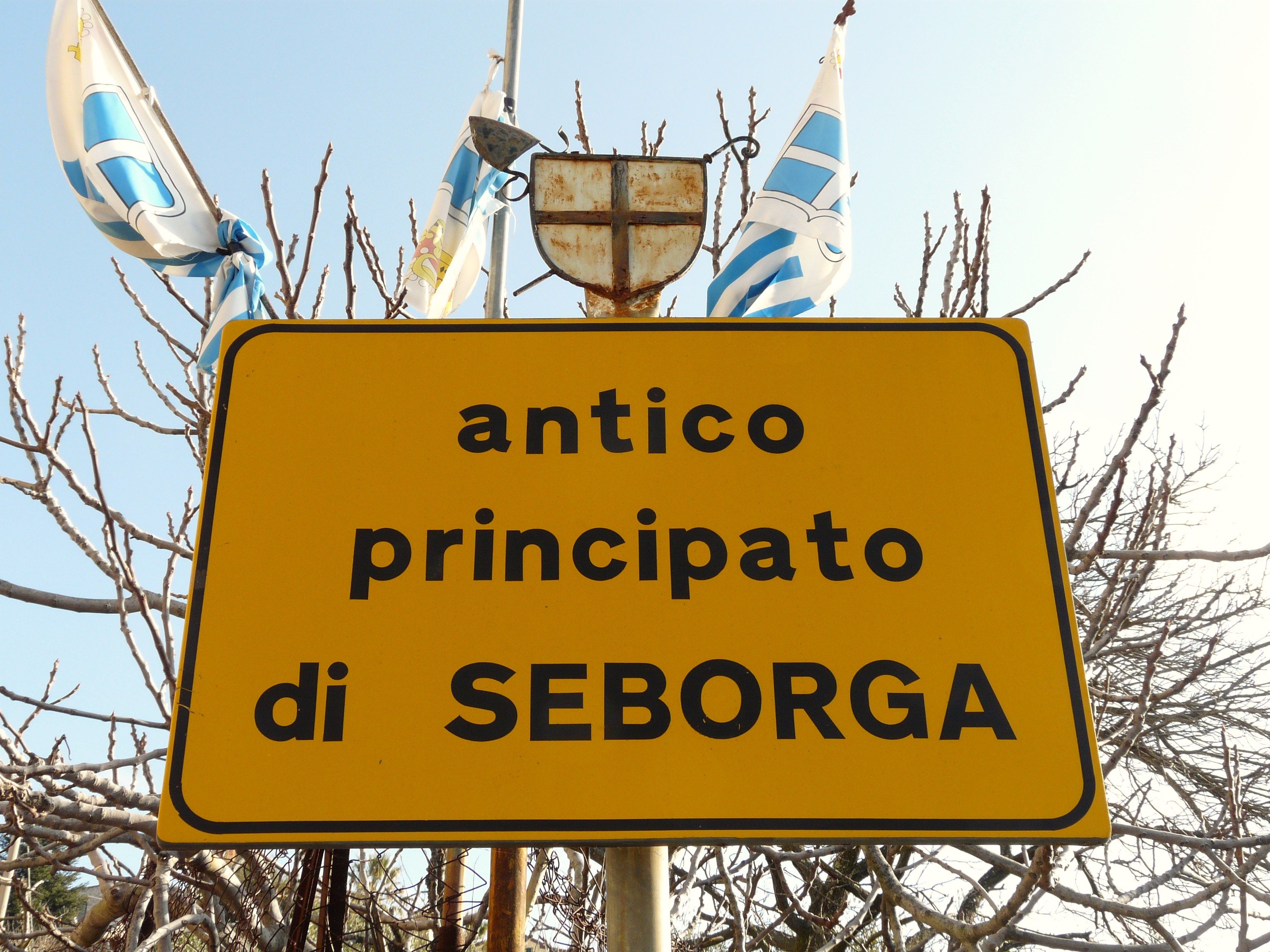
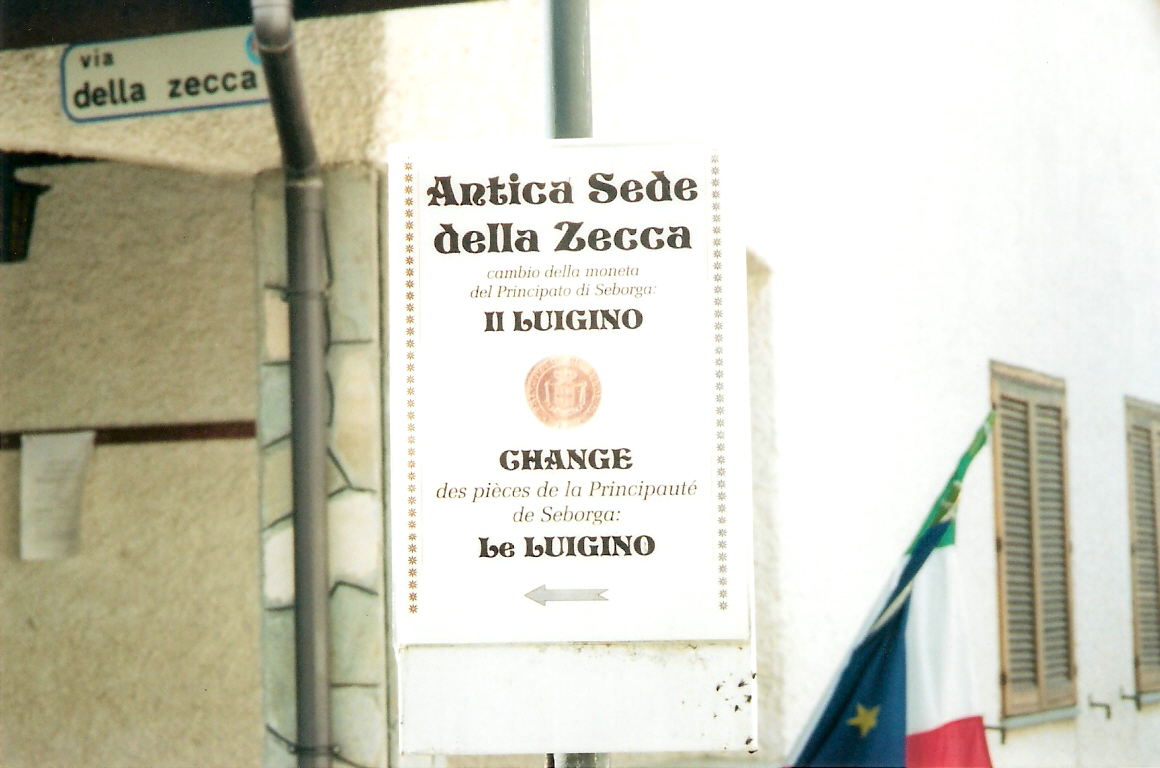